# لا سيرادا
بلدية لا سيرادا (بالإسبانية: La Serrada) هي بلدية تقع في مقاطعة آبلة التابعة لمنطقة قشتالة وليون وسط إسبانيا.

## الديموغرافيا
بلغ عدد سكان بلدية لا سيرادا 115 نسمة عام 2011 (وفقاً للمعهد الوطني للإحصاء الإسباني).
| 148 | 144 | 143 | 141 | 127 | 128 | 115 |